# Animosity (gruppo musicale)
Gli Animosity sono stati un gruppo statunitense di San Francisco (California), attivo nel periodo 2000 - 2009.

## Storia del gruppo
Nel 2003 pubblicarono per la Tribunal Records il loro primo album Shut It Down, registrato quando alcuni membri del gruppo avevano ancora 15 anni.
Nel 2005 uscì il loro secondo album Empires, questa volta per la Black Market Activities, distribuito dalla Metal Blade Records. In seguito alla pubblicazione partirono per un tour negli Stati Uniti con Origin e Malevolent Creation. Precedentemente erano stati in tour con gli Ed Gein e i The Number Twelve Looks Like You. Il 30 settembre 2006 conclusero il loro tour insieme a Unearth, Bleeding Through, Terror e Through the Eyes of the Dead.
Il loro terzo album, intitolato Animal, uscì nel 2007, prodotto da Kurt Ballou dei Converge.
Lo scioglimento del gruppo venne ufficializzato nell'ottobre 2009, a seguito di un anno di inattività.

## Formazione
- Leo Miller - voce
- Frank Costa - chitarra
- Chase Fraser - chitarra
- Evan Brewer - basso
- Navene Koperweis - batteria

### Ex componenti
- Lucas Tusbota - batteria
- Nick Lazaro - basso, chitarra
- Sean - basso
- Jess - chitarra
- Dan Kenny - basso

## Discografia
- 2001 - Hellraiser (Demo)
- 2003 - Shut It Down
- 2005 - Empires
- 2007 - Animal